# Stemmocrypta
Stemmocrypta is een geslacht van wantsen uit de familie van de Stemmocryptidae. Het geslacht werd voor het eerst wetenschappelijk beschreven door Štys in 1983.

## Soorten
Het genus bevat alleen de volgende soort:

- Stemmocrypta antennata Štys, 1983